# Campionato centramericano maschile di pallacanestro 1985
Il 9º Campionato dell'America Centrale e Caraibico Maschile di Pallacanestro FIBA (noto anche come FIBA Centrobasket 1985) si è svolto dal 10 maggio al 19 maggio 1985 a Città del Messico in Messico. Il torneo è stato vinto dalla nazionale portoricana.
I FIBA Centrobasket sono una manifestazione contesa dalle squadre nazionali di Messico, Centro America e Caraibi, organizzata dalla CONCENCABA (Confederazione America Centrale e Caraibi), nell'ambito della FIBA Americas.

## Squadre partecipanti
- Bahamas
- Cuba
- El Salvador
- Honduras
- Isole Vergini Americane
- Messico
- Panama
- Porto Rico
- Rep. Dominicana

## Classifica finale
| Pos | Squadra | V-P |
| --- | --- | --- |
|     | Porto Rico | 8-0 |
|     | Panama | 7-1 |
|     | Cuba | 5-2 |
| 4   | MessicoAnaya, Esquivel, Gallardo, García, González, Guillén, Mena, Ortega, Palomar, Ríos, Roque, Torres, All. -                    | 3-4 |
| 5   | Isole Vergini Americane | 3-6 |
| 6   | Rep. DominicanaAbad, Báez, Domínguez, Mercedes, Hansen, Molina, Muñoz, Peguero, Pérez, Prats, Sánchez, Tapia, All. Fernando Teruel | 2-6 |
| 7   | El Salvador | 1-4 |
| 8   | Bahamas | 2-4 |
| 9   | Honduras | 1-5 |